# Zákolanský potok
Zákolanský potok (na horním toku zvaný též Dolanský potok) je vodní tok ve středních Čechách. Odvodňuje východní část Kladenska a je předposledním větším přítokem řeky Vltavy před jejím ústím do Labe. Délka toku činí 28,2 km. Plocha povodí měří 265,82 km².
V horní části toku je chráněn jako přírodní památka Zákolanský potok.

## Popis toku
Zákolanský potok pramení u Pleteného Újezda na jihovýchodním úbočí Kožovy hory. Odtud až k ústí míří zhruba severovýchodním směrem. Protéká vesnicemi Velké Přítočno, Dolany (proto na nejhořejším toku někdy zván Dolanský), Běloky a Středokluky. U Kalingerova mlýna přibírá zleva Lidický potok, přes Číčovice a Malé Číčovice se dostává k rybníku na Okoři. Za Okoří následuje Dolský mlýn a Nový mlýn, u kterého se nad potokem vypíná nedávno rekonstruovaný kamenný viadukt železniční trati č. 121 Hostivice – Podlešín. Kromě této dráhy zde údolí Zákolanského potoka sleduje i oblíbená červená turistická trasa na Budeč a hrad Okoř. Před vesnicí Kováry zleva přitéká Dřetovický potok, po pravé straně se vypíná přírodní památka Kovárské stráně. Jen o několik set metrů dál stojí na kopci nad levým břehem zbytky hradiště Budeč. Uprostřed Zákolan zleva ústí Týnecký potok a odtud po celý zbytek cesty sleduje údolí Zákolanského potoka hlavní silnice a železniční trať č. 093 Kladno – Kralupy nad Vltavou. Přes Otvovice, kde se ve stráních nad potokem kdysi dobývalo černé uhlí, mezi přírodními památkami Otvovická skála a Minická skála dospívá Zákolanský potok na kralupské předměstí Minice. V čím dál více regulovaném korytě protéká městem, na posledním kilometru své cesty přibírá zleva Svatojiřský (Knovízský) potok a přímo u Masarykova mostu v centru Kralup ústí zleva do Vltavy.
Potok je dlouhý 28,2 km, plocha jeho povodí měří 265,6,3 km² a průměrný průtok v ústí je 0,63 m³/s.

## Přítoky
(L = levý, P = pravý)
- Dobrovízský potok (P)
- Lidický potok (L)
- Buštěhradský potok (L)
- Dřetovický potok (L)
- Týnecký potok (L)
- Holubický potok (P)
- Turský potok (P)
- Knovízský potok (Svatojiřský p.) (L)

## Ochrana přírody
Většina toku mezi pramenem a Kováry včetně rybníku v Okoři je chráněna jako přírodní památka Zákolanský potok. Předmětem ochrany je výskyt raka kamenáče, jednoho ze dvou původních českých druhů raka. Většina toku, část potoka mezi dálnicí D7 u Středokluk a okrajem Kralup, je součástí přírodního parku Okolí Okoře a Budče.

## Galerie

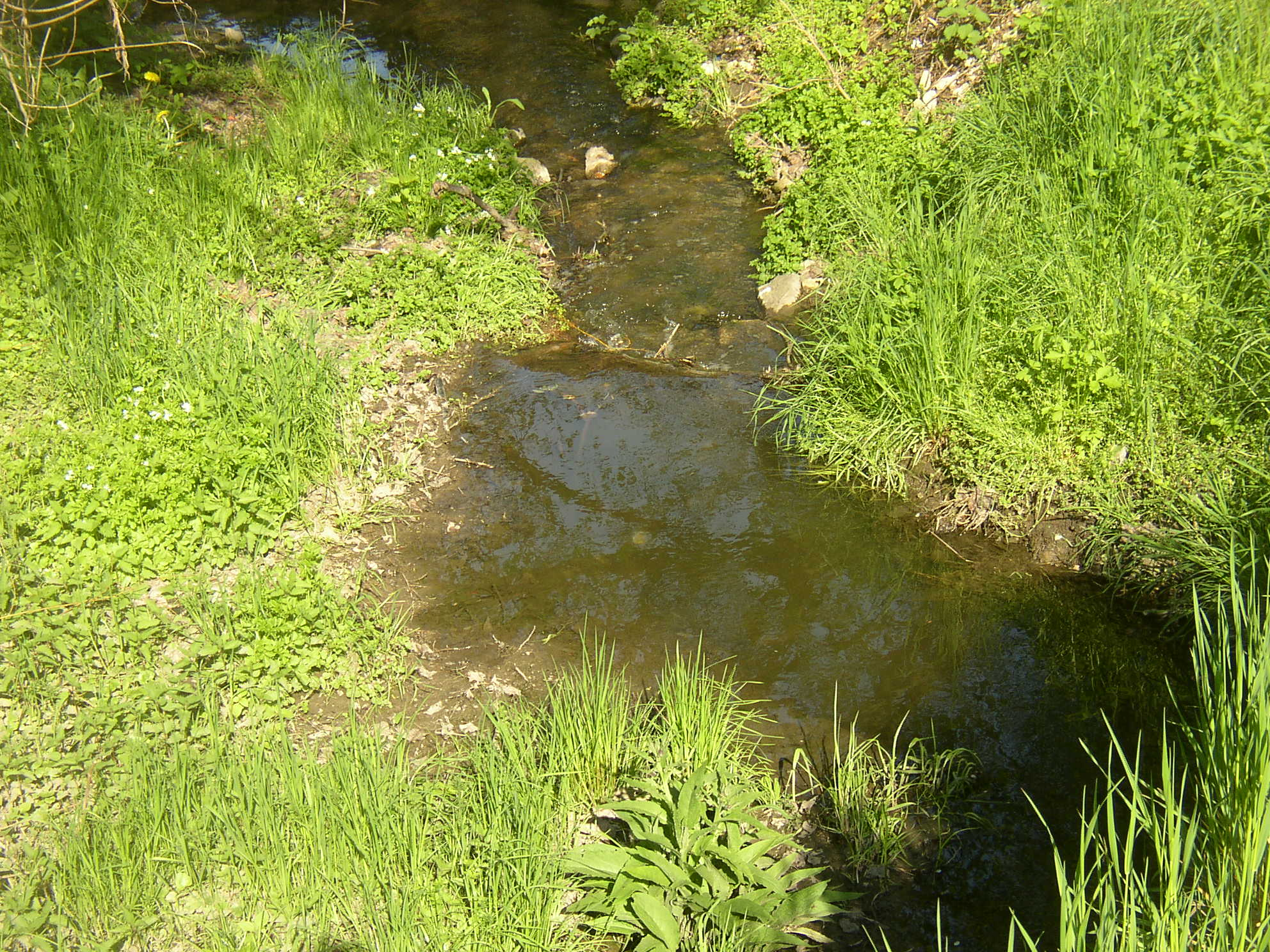
Zákolanský (Dolanský) potok ještě jako drobný potůček v Dolanech
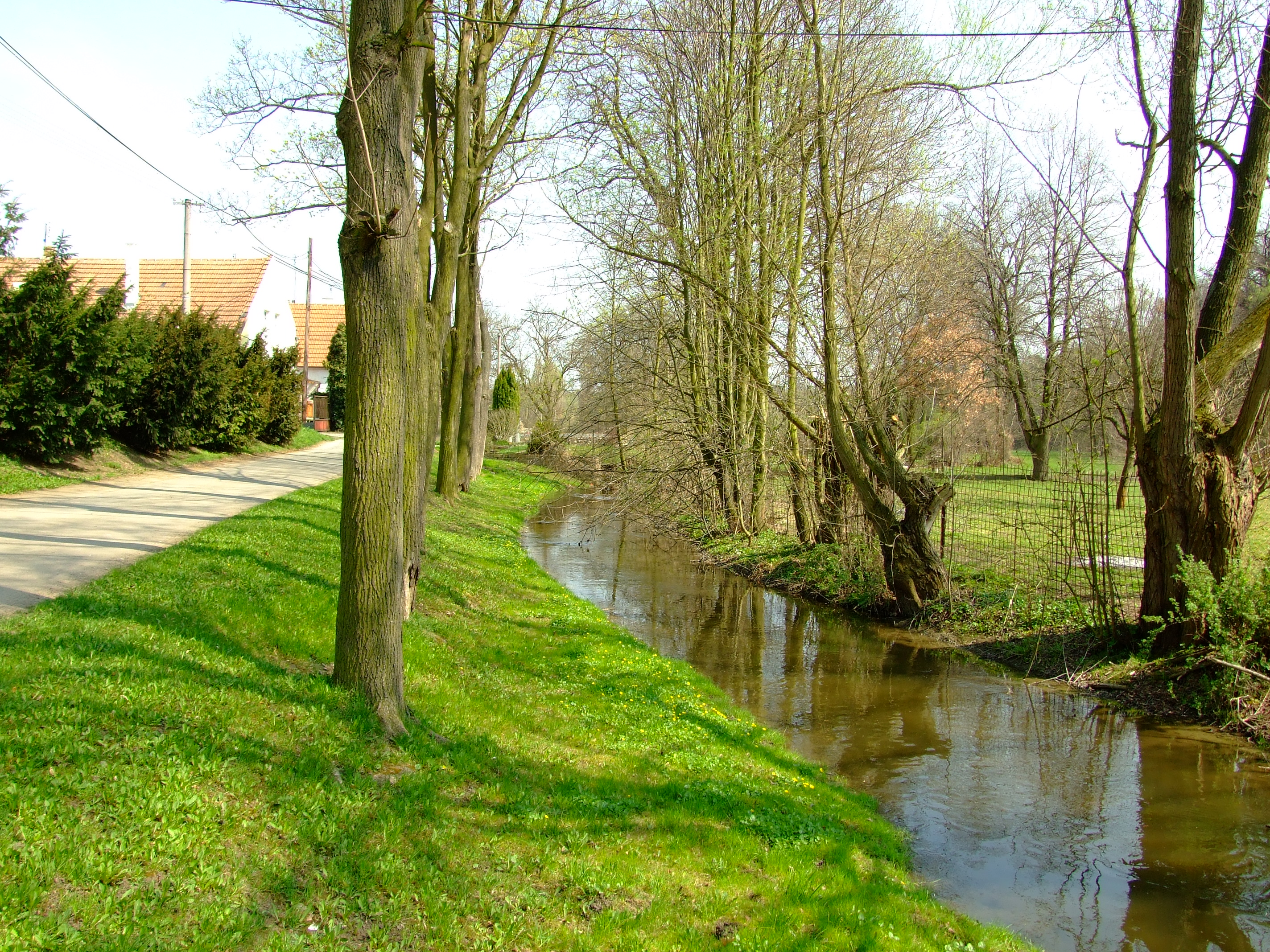
Zákolanský potok v Číčovicích
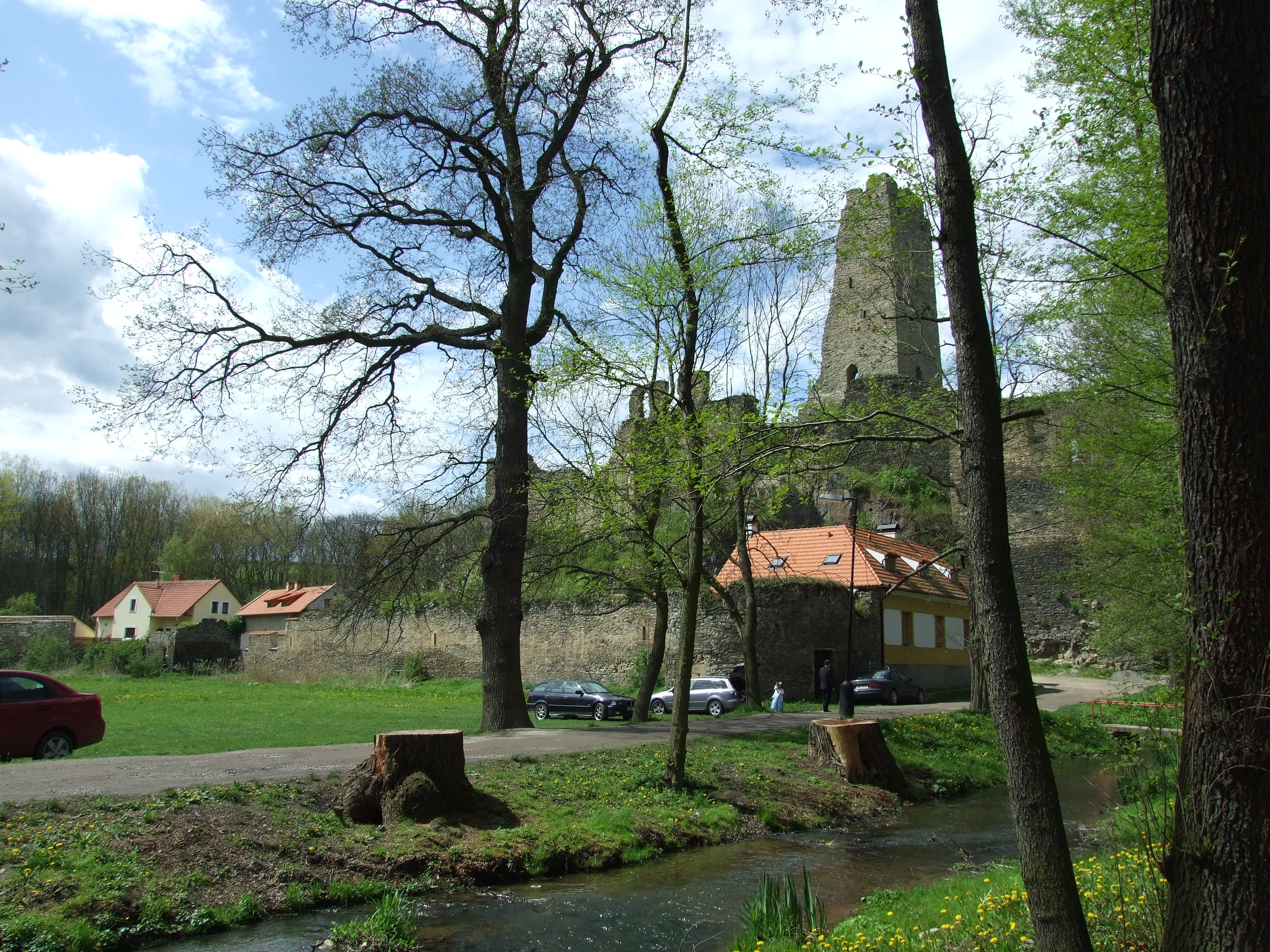
Se zříceninou hradu Okoř
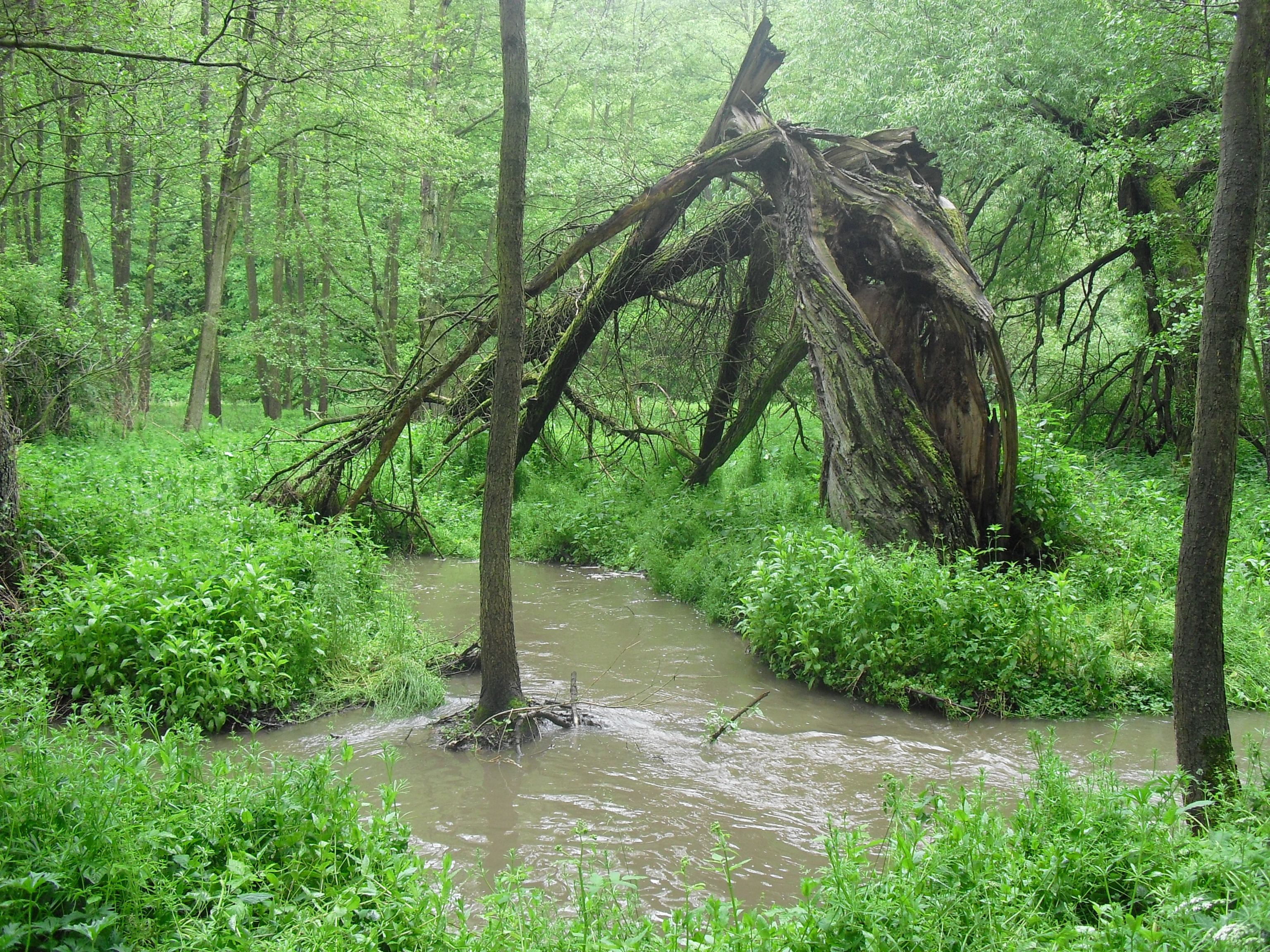
Potok pod železničním viaduktem u Nového mlýna